# Ante Kronja
Ante Kronja "Čenčo" (Šibenik, 5. svibnja 1915. – Beograd, 2. srpnja 1985.), kontraadmiral JRM i nositelj naslova narodnog heroja
Rodom je Arbanas. Godine 1941. pristupio je NOVJ i KPJ. U ratu je bio politički komesar bataljuna, pomoćnik političkog komesara Četvrte operativne zone, politički komesar 1. dalmatinske proleterske brigade i dr. Poslije rata završio je Višu vojno-pomorsku akademiju JNA i bio među ostalim načelnik Vojno-pomorskog školskoga centra JNA.
Napisao s Mirkom Novovićem, Bogdanom Stuparom i Vasom Đapićem Prva dalmatinska proleterska NOU brigada, Beograd. Član uredničkog odbora zbornika Spomenici revolucije - zbornik spomenika revolucija 1945. godine povodom 35. godišnjice oslobođenja zemlje, 36. godišnjice oslobođenja Šibenika i šibenske komune, Šibenik 1980.